# Enakonočje (album)
Enakonočje je sedmi studijski album slovenske novovalovske skupine Avtomobili. Izšel je leta 2000 pri ZKP RTV Slovenija.

## Seznam pesmi
Vso glasbo je napisal Mirko Vuksanović, vsa besedila pa Marko Vuksanović.
1. "Enakonočje" – 4:30
2. "Midva" – 4:10
3. "Ustavi se z mano" – 3:35
4. "Nič več" – 3:17
5. "V naši hiši" – 3:34
6. "Slovo od mladosti" – 4:32
7. "Odpri oči" – 4:12
8. "Dež" – 4:15
9. "Aligator" – 3:30
10. "Legla je noč" – 3:15

## Zasedba
Avtomobili
- Marko Vuksanović — glavni vokal, spremljevalni vokal, bas kitara
- Mirko Vuksanović — klaviature
- Alan Jakin — kitara
- Lucijan Kodermac — bobni